# 신남초등학교 (경기)
신남초등학교(新南初等學校)는 대한민국 경기도 화성시에 있는 공립 초등학교이다.

## 학교 연혁
- 2021년 6월 21일 : 교명 신남초등학교 선정[2]
- 2022년 9월 1일 : 개교